# Дарахів (гміна)
Гміна Дарахів — давня сільська гміна у Теребовлянському повіті Тернопільського воєводства Другої Речі Посполитої. Адміністративним центром гміни було село Дарахів.
Гміна утворена 1 серпня 1934 року в рамках реформи на підставі нового закону про самоуправління (23 березня 1933 року).
Площа гміни — 78,28 км²
Кількість житлових будинків — 1822
Кількість мешканців — 9419
Гміну створено на основі давніших гмін: Дарахів, Стара Брикуля, Нова Брикуля, Панталиха, Слобідка Струсівська (тепер Кам'янка), Тютьків, Новий Тичин, Винявка.